# Soga no Akae
Soga no Akae (蘇我 赤兄), foi um político do Período Asuka da história do Japão.
Membro do Clã Soga foi neto do Ōomi Soga no Umako e filho de Soga no Kuramaro.
Após a morte de Soga no Iruka pelo Príncipe Imperial Naka no Ōe (o futuro Imperador Tenji), no chamado Incidente de Isshi, e do suicídio de Soga no Emishi (pai de Iruka e filho de Umako) no dia seguinte, o Clã Soga perdeu seu grande poder. Soga no Akae querendo vingar sua família influenciou Príncipe Arima (o filho mais velho do Imperador Kōtoku com uma filha do Sadaijin Kose no Tokuta), e que tinha fortes pretensões ao trono no momento da morte de seu pai em 654, a reivindicar o trono da Imperatriz Saimei afirmando que ela e Naka no Ōe estavam levando o reino a falência.
Soga no Akae conseguiu convencer o Príncipe Arima que era preciso recorrer a força, mas que a situação ainda não estava madura para a rebelião. Nesse ponto, Akae vazou o conteúdo da discussão para as autoridades do governo. O Príncipe Arima foi preso e estrangulado e seus principais financiadores foram exilados. Esse episódio ficou conhecido como Incidente Arima.
Nada se soube sobre punição para Akae. De fato, ele foi logo designado para um cargo na distante Tsukushi (antigo nome de Kyushu), mas em 671, tornou-se Sadaijin. Ainda há muitas incertezas sobre o Incidente Arima de 658, mas existem relatos nas crônicas que sugerem que a construção de defesas contra uma possível invasão do exterior estava se transformando num fardo e despertando descontentamento entre a população, outras que não passou de uma conspiração armada por Naka no Ōe para eliminar possíveis concorrentes ao trono.

| Precedido por Kose no Tokuta | 3º Sadaijin (671 - 672) | Sucedido por Tajihi no Shima |